# José Centaño Anchorena
José Centaño Anchorena (Sevilla, 18 de mayo de 1851 - Madrid, 1 de febrero de 1923) fue un militar español, que ejerció de gobernador colonial y de gobernador civil, entre otros, de las provincias de Barcelona y Lérida.

## Biografía
Era hijo del teniente coronel de artillería José Centaño Aldave, e ingresó en la rama de infantería del ejército español en 1868. En 1871 fue condecorado con la cruz del mérito militar. En 1872 fue destinado al País Vasco y Navarra para luchar en la tercera guerra carlista y fue ascendido a teniente; participó en luchas en Ochandiano, Arbizu, Bilbao y Portugalete, acción en la que fue hecho prisionero. En septiembre de 1874 ingresó en la Escuela de Estado Mayor y 1877 ascendió a capitán. En 1881 fue destinado como profesor a la Escuela de Estado Mayor hasta que 1885 fue destinado a Puerto Rico, donde formó parte de la Comisión encargada de hacer el mapa militar de la isla. En 1888 volvió a la península y fue destinado al Ministerio de Guerra, donde participó en la elaboración del plano de Algeciras y publicó una narración sobre la guerra carlista, por la que fue condecorado en 1891.
En 1893 ascendió a comandante de Estado Mayor y fue destinado al Campo de Gibraltar y en 1894 a Ceuta. En 1895 fue ascendido a teniente coronel y nombrado profesor de la Escuela Superior de Guerra, hasta que en 1896 fue destinado a la embajada española en Viena como agregado militar. En 1901 volvió a España y fue nombrado ayudante de órdenes en la Casa Militar de Su Majestad. Entre 1902 y 1906 ocupó diversos cargos en la Junta Consultiva de Guerra y el Estado Mayor, hasta que fue ascendido a coronel. De 1907 a 1908 fue gobernador civil de la provincia de Lérida, de 1908 a 1909 gobernador de la Guinea Española y en 1912 jefe de la Oficina de Asuntos y Tropas Indígenas en Melilla, al tiempo que es ascendido a general de brigada.
En 1914 fue nombrado gobernador civil de Valencia y de las Islas Canarias. En 1916 fue gobernador militar de Guipúzcoa. En 1917 fue ascendido a general de división y nombrado gobernador militar de Oviedo y después de Vizcaya. En abril de 1919 fue nombrado gobernador civil de Barcelona, aunque no llegó a tomar posesión del cargo. Poco después pasaba a la reserva y se estableció en Madrid, donde falleció el 1 de febrero de 1923